# 12356 Carlscheele
A 12356 Carlscheele (ideiglenes jelöléssel 1993 RM14) a Naprendszer kisbolygóövében található aszteroida. Eric Walter Elst fedezte fel 1993. szeptember 15-én.